# Zunheboto (huyện)
Huyện Zunheboto là một huyện thuộc bang Nagaland, Ấn Độ. Thủ phủ huyện Zunheboto đóng ở Zunheboto. Huyện Zunheboto có diện tích 1255 ki lô mét vuông. Đến thời điểm năm 2001, huyện Zunheboto có dân số 154909 người.